# Mánfa
Mánfa je selo u južnoj Mađarskoj. 
Zauzima površinu od 27,70 km četvornih.

## Zemljopisni položaj
Nalazi se sjeverno od središnjeg dijela gore Mečeka (mađ. Mecsek), na 46°10' sjeverne zemljopisne širine i 18°15' istočne zemljopisne dužine. 4 km sjeverozapadno od Komlova. 

## Povijest
Utemeljena je još u Arpadovo doba. 
1949. su vlasti novom organizacijom pripojile selo Budafu (Pécsbudafu) Mánfi, a onda se to ujedinjeno selo 1958. pripojilo rudarskom gradiću Komlovu. 
1991. je Mánfa izglasovala odvajanje od Komlova, tako da je 1992. opet postala neovisnim selom.
Upravno pripada komlovskoj mikroregiji u Baranjskoj županiji. Poštanski broj je 7304.

## Stanovništvo
U Mánfi živi 896 stanovnika (2005.). Mađari su većina. Nijemci čine 2%, Romi 10% stanovništva, Hrvati čine 0,4%, a Rumunji 0,3% stanovništva. Romi imaju svoju manjinsku samoupravu. Blizu 64% stanovnika su rimokatolici, 6% je kalvinista, ispod 1% je grkokatolika, kao i luterana, 20% bez vjere te ostali.

## Vanjske poveznice
- (mađ.) Službene stranice
- (mađ.) Mánfa a Vendégvárón  Arhivirana inačica izvorne stranice od 14. rujna 2003. (Wayback Machine)
- (mađ.) Zračne snimke
- Mánfa na fallingrain.com